# Jewfro

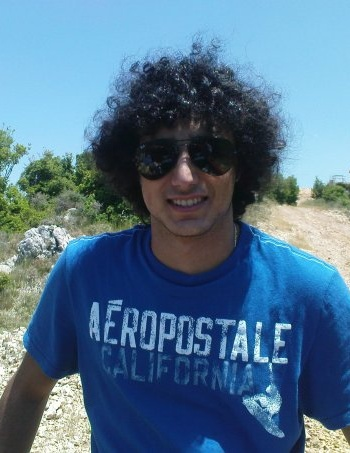
Ett exempel på en jewfro.

Jewfro är en krullig frisyr vanligast bland judar. Namnet kommer från USA och är en anspelning på hårfrisyren afro, vilken den vagt liknar.